# Holguín
Holguín este un oraș din Cuba, reședință a provinciei Holguín.